# ФК Либертад
Фудбалски клуб Либертад је професионални фудбалски клуб из Асунсиона. Такмичи се у Првој лиги Парагваја (Примера). Домаће утакмице клуб игра на стадиону др Николас Леоз, који прима 10.100 људи.
Основан 1905. године, Либертад је трећи науспешнији парагвајски клуб са освојених 26 титула првака државе, иза Олимпије (47) и Серо Портења (34), својих градских ривала.

## Историја
Клуб је основала група младића и студената 30. јула 1905. године. Први председник клуба је био Хуан Мануел Соса, који је заслужан за име клуба. Од освајања освајања свог првог шампионата 1910. године, Либертад је увек био у сенци два велика клуба парагвајског фудбала: Олимпије и Серо Портења, који су заједно освојили већину фудбалских првенстава у Парагвају. Упркос томе, Либертад je потврдио позицију  трећег велика тима Парагваја, освојивши 26 шампионата, петнаест више од Гваранија, који их има једанаест.
1952. године, Либертад је учествовао на Купу Рио. Одиграо је три меч. Први меч је био против Аустрије из Беча, који је изгубио резултатом 4:2. У наредном мечу, против Коринтијанса, исход је био исти као против екипе Аустрије. Бразилски тим је тај меч добио резултатом 6:1. У последњем мечу, против немачке екипе Сарбрикена, парагвајски тим је добио овај дуел. Коначан резултат је био 4:1. Либертад је такмичење завршио са једном победом и два пораза.
Клуб је први пут учествовао на такмичењу Копа Либертадорес 1968. године, када су завршили на последњем месту у групи, у којој су још били Пењарол, Насионал и Гварани, са једном победом, једним ремијем и четири пораза. Осам година касније, 1977. године, Либертад је стигао до полуфинала Копе Либертадорес. Своју кампању су започели тако што су завршили на првом месту у својој групи. То им је омогућило пласман у полуфинале. У полуфиналу су морали да играју две утакмице против Боке јуниорс и Депортиво Калија. Победник те групе је била екипа Боке јуниорс, а Либертад је био последњи са једном победом, једним ремијем и два пораза.
1998. године је клуб први пут испао из лиге. У Аператури су били последњи, у Клаусури претпоследњи. Пораз од Гваранија у последњем мечу резултатом 4:3, као и позиција у лиги, довели су до испадања клуба. У нижем рангу је Либертад провео две године, да би се 2001. вратио у Прву лигу Парагваја. Клуб је имао много успеха након повратка у највиши ранг такмичења, што је забележено освајањем лигашких титула 2002. и 2003. године. 2006. године, Либертад је по други пут играо полуфинале Копе Либертадорес. Групну фазу је завршио на првом месту испред моћних Ривер Плејта и Коринтијанса. У осмини финала противник је био мексички УАНЛ Тигрес. Четвртфинале је донело поновни сусрет и двомеч између Либертада и Ривер Плејта, у ком је екипа Либертада славила укупним резултатом 5:3. Либертад је у полуфиналу чекао Интернасионал из Бразила, који ће касније постати шампион. Први меч се завршио резултатом 0:0, док је други припао бразилском тиму са 2:0.
На Копа Судамерикани 2013. године су стигли до полуфинала, у ком су поражени од аргентинског Лануса, који је касније постао победник. 2017. су се такође пласирали у полуфинале, које су изгубили од још једног аргентинског тима Индепендијентеа, који је на крају такмичења завршио као победник.

## Ривалства
Либертад има ривалство са друга два велика клуба, Олимпијом и Серо Портењом, углавном са Олимпијом, чији се мечеви називају „бели и црни дерби”. Први дерби између ова два клуба је одигран у септембру 1906. године. Олимпија је добила тај меч резултатом 5:4. У мечу одигран 2003. Либертад је победио екипу Олимпију након бољег извођења једанаестераца са 6:5 и на тај начин освојио титулу. Укупно је одиграно 255 мечева, при чему је Олимпија победила у 112, а Либертад у 74.
Клуб такође дели ривалство са четвртим највећим клубом у земљи, Гваранијем. Први меч између два тима одигран 1921. је добила екипа Гваранија и освојила титулу шампиона шампиона. Ривалство је постало још веће 1998. године. У последњем колу, који је одлучивао питање опстанка Либертада у лиги, Гварани је победио резултатом 4:3. То је једино испадање Либертада у историји његовог постојања.

## Наступи у КОНМЕБОЛ такмичењима
- Копа Либертадорес: 20 наступа
  - полуфинале (2) : 1977, 2006.
- Копа Судамерикана: 14 наступа
  - полуфинале (3) : 2013, 2017, 2021.[7]

## Успеси
- Прва лига Парагваја (26):[8]  1910, 1917, 1920, 1930, 1943, 1945, 1955, 1976, 2002, 2003, 2006. Апертура, 2007. Клаусура, 2008. Апертура, 2008. Клаусура, 2010. Клаусура, 2012. Клаусура, 2014. Апертура, 2014. Клаусура, 2016. Апертура, 2017. Апертура, 2021. Апертура, 2022. Апертура, 2023. Апертура, 2023. Клаусура, 2024. Апертура, 2025. Апертура
- Друга лига Парагваја (1): 2000.
- Куп Парагваја (3): 2019, 2023, 2024.[9]
- Суперкуп Парагваја (2): 2023, 2024.
- Плакета Милингтон Дрејк (1): 1952.